# Ентоні Ванден Борре
Ентоні Ванден Борре (нід. Anthony Vanden Borre, нар. 24 жовтня 1987, Лікасі) — бельгійський футболіст, правий фланговий півзахисник конголезького клубу «ТП Мазембе» та національної збірної Бельгії.
Триразовий чемпіон Бельгії.

## Клубна кар'єра
Народився 24 жовтня 1987 року в заїрському місті Лікасі. Вихованець футбольної школи клубу «Андерлехт». Дорослу футбольну кар'єру розпочав 2003 року в основній команді того ж клубу, в якій провів чотири сезони, взявши участь у 69 матчах чемпіонату. За цей час тричі виборював титул чемпіона Бельгії.
2007 року став гравцем італійської «Фіорентини», у складі якої закріпитися не зміг і за рік перейшов да «Дженоа». Сезон 2009–10 провів в оренді в англійському «Портсмуті», а влітку 2010 повернувся до Бельгії, уклавши контракт з «Генком».
По завершенні контракту з «Генком» влітку 2012 року став вільним агентом та почав пошуки нового клубу. У послугах Ванден Борре були зацікавлені декілька клубів, включаючи київський «Арсенал». У жовтні 2012 з'явилася інформація, що бельгієць став гравцем сімферопольської «Таврії», яка згодом не справдилася.
Врешті-решт на початку 2013 року Ванден Борре узгодив умови контракту зі своїм колишнім клубом, «Андерлехтом».

## Виступи за збірні
2001 року дебютував у складі юнацької збірної Бельгії, взяв участь у 31 іграх на юнацькому рівні, відзначившись 8 забитими голами.
Протягом 2004—2008 років залучався до складу молодіжної збірної Бельгії. На молодіжному рівні зіграв у 11 офіційних матчах, забив 3 голи.
2004 року дебютував в офіційних матчах у складі національної збірної Бельгії. Наразі провів у формі головної команди країни 28 матчів, забивши 1 гол.
| Дата       | Місто         | Господарі            | Результат | Гості       | Турнір            | Голи | Примітки |
| ---------- | ------------- | -------------------- | --------- | ----------- | ----------------- | ---- | -------- |
| 28/04/2004 | Брюссель      | Бельгія              | 2 – 3     | Туреччина   | товариський матч  | -    |          |
| 04/06/2005 | Белград       | Сербія та Чорногорія | 0 – 0     | Бельгія     | Відбір до ЧС 2006 | -    |          |
| 17/08/2005 | Брюссель      | Бельгія              | 2 – 0     | Греція      | товариський матч  | -    |          |
| 03/09/2005 | Зеніца        | Боснія і Герцеговина | 1 – 0     | Бельгія     | Відбір до ЧС 2006 | -    |          |
| 07/09/2005 | Антверпен     | Бельгія              | 8 – 0     | Сан-Марино  | Відбір до ЧС 2006 | -    |          |
| 08/10/2005 | Брюссель      | Бельгія              | 0 – 2     | Іспанія     | Відбір до ЧС 2006 | -    |          |
| 12/10/2005 | Вільнюс       | Литва                | 1 – 1     | Бельгія     | Відбір до ЧС 2006 | -    |          |
| 01/03/2006 | Люксембург    | Люксембург           | 0 – 2     | Бельгія     | товариський матч  | -    |          |
| 11/05/2006 | Сіттард-Гелен | Саудівська Аравія    | 1 – 2     | Бельгія     | товариський матч  | 1    |          |
| 20/05/2006 | Трнава        | Словаччина           | 1 – 1     | Бельгія     | товариський матч  | -    |          |
| 24/05/2006 | Генк          | Бельгія              | 3 – 3     | Туреччина   | товариський матч  | -    |          |
| 16/08/2006 | Брюссель      | Бельгія              | 0 – 0     | Казахстан   | Відбір до ЧЄ 2008 | -    |          |
| 06/09/2006 | Єреван        | Вірменія             | 0 – 1     | Бельгія     | Відбір до ЧЄ 2008 | -    |          |
| 11/10/2006 | Брюссель      | Бельгія              | 3 – 0     | Азербайджан | Відбір до ЧЄ 2008 | -    |          |
| 15/11/2006 | Брюссель      | Бельгія              | 0 – 1     | Польща      | Відбір до ЧЄ 2008 | -    |          |
| 07/02/2007 | Брюссель      | Бельгія              | 0 – 2     | Чехія       | товариський матч  | -    |          |
| 15/10/2008 | Брюссель      | Бельгія              | 1 – 2     | Іспанія     | Відбір до ЧС 2010 | -    |          |
| 19/11/2008 | Люксембург    | Люксембург           | 1 – 1     | Бельгія     | товариський матч  | -    |          |
| 11/02/2009 | Генк          | Бельгія              | 2 – 0     | Словенія    | товариський матч  | -    |          |
| Усього     |               | Матчів               | 20        |             | Голів             | 1    |          |

## Титули і досягнення
- Чемпіон Бельгії (6):

«Андерлехт»: 2003–04, 2005–06, 2006–07, 2012–13, 2013–14
«Генк»: 2010–11
- Володар Суперкубка Бельгії (4):

«Андерлехт»: 2006, 2013, 2014
«Генк»: 2011